# The Shard
The Shard hay Shard London Bridge (tên cũ là London Bridge Tower hay Shard of Glass) hay Shard of Glass) là một tòa nhà chọc trời ở Southwark, Luân Đôn. Tòa nhà cao 309,6 mét trên mặt đất, là tòa nhà cao nhất châu Âu tới ngày 30 tháng 10 năm 2012. Nó cũng là cấu trúc đứng độc lập cao thứ nhì ở Vương quốc Anh, sau tháp cao 330 mét của đài phát tín hiệu Emley Moor ở West Yorkshire. The Shard thay thế Southwark Towers, một tòa nhà văn phòng cao 24 tầng xây ở địa điểm này vào năm 1975. Renzo Piano, kiến trúc sư thiết kế the Shard, đã làm việc với hãng kiến trúc Broadway Malyan trong giai đoạn lên quy hoạch. Tòa tháp có 72 tầng ở được với một triển lãm nghệ thuật và một tầng quan sát ngoài trời, là tháp quan sát cao nhất Vương quốc Anh, nằm ở tầng 72, ở độ cao 245 mét. Tháp The Shard có hình kim tự tháp. Tòa tháp được hoàn thành tháng 4 năm 2012 và mở cửa cho công chúng ngày 5 tháng 7 năm 2012.
The Shard bị mất ngôi vị tòa nhà cao nhất châu Âu vào tay tòa nhà Mercury City Tower của Nga cao 338m hoàn thành vào ngày 1 tháng 11 năm 2012. 